# 畑尾大翔
畑尾 大翔（はたお ひろと、1990年9月16日 - ）は、東京都練馬区出身のプロサッカー選手。Jリーグ・ツエーゲン金沢所属。ポジションはディフェンダー（DF）。

## 来歴

### プロ入り前
父と兄の影響で5歳（幼稚園の年中）の時にサッカーを始めた。小学5年生から中学卒業までは三菱養和に所属していたが、雰囲気の良さに惹かれ2006年の高校入学と同時にFC東京U-18へ加入。同年のJサテライトリーグにも出場。打点の高いヘディングを武器に 2年時にはセンターバック（CB）のレギュラーに定着した。2008年にはキャプテンとして 個性派揃いのチーム をまとめ上げ、CBでコンビを組んだ藤原広太朗 らと共に堅守を築き、U-18クラブユース選手権で優勝を果たした。
2009年、早稲田大学へ進学し、ア式蹴球部に所属。1年時から出場機会を掴み 空中戦と対人プレーの強さを発揮した。2012年には主将に就任。この頃より肺塞栓を患うも、肺の水を抜いてプレーを続け、強靭な守備で最終ラインを統率する大黒柱として部を牽引。同期の島田譲と共にリーグベストイレブンに選出された。しかし、病状進行と病名判明によってリーグ戦後に行われた全日本大学選手権（インカレ）の出場は叶わなかった。2013年は5年生として大学に籍を残し、プロ入り断念を含め進路を模索。同年夏に手術を行い、懸命のリハビリでコンディション回復に努めた。

### ヴァンフォーレ甲府
2014年3月に大学を卒業し、Jリーグ・ヴァンフォーレ甲府の練習に参加。
同月中の選手登録は見送られたものの、高さと強さ、的確なポジショニングやフィードの展開力でアピールに成功し、同年6月に翌7月からの甲府加入が発表された。同年は控えストッパーの1番手として堅守の一翼を担った。2015年はクラブからの勧めで 背番号を3に変更し、副キャプテンを務めた。2017年J1第8節C大阪戦でヘディングを突き刺し、プロ入り後初得点を挙げた。

### 名古屋グランパス
2018年より名古屋グランパスに加入。

### 大宮アルディージャ
2018年7月、大宮アルディージャへ期限付き移籍 し、シーズン終了後に完全移籍となった。2020年シーズン終了後、大宮との契約を満了し退団。

### ザスパクサツ群馬
2021年1月7日、ザスパクサツ群馬に加入。
2023年シーズン終了後、群馬との契約を満了し退団した。

### ツエーゲン金沢
2024シーズンよりツエーゲン金沢に移籍。

## エピソード
- 上述の第61回全日本大学サッカー選手権大会に臨む畑尾の姿は、同大会の決勝戦がテレビ朝日系列で中継されることもあって[30] 同局のスポーツドキュメンタリー番組「GET SPORTS」で特集される[31][32] など、複数メディアで取り上げられた[14][33]。
- 2019年2月に入籍。2020年11月に第一子の長女が誕生した[34]。

## 所属クラブ
- 1997年 - 2000年 ジュニアコスモス城北 (練馬区立仲町小学校)[2]
- 2001年 - 2002年 三菱養和巣鴨サッカースクール (練馬区立仲町小学校)[2]
- 2003年 - 2005年 三菱養和SC巣鴨ジュニアユース[35] (練馬区立開進第四中学校[2])
- 2006年 - 2008年 FC東京U-18 (東京都立豊島高等学校[36])
- 2009年 - 2012年 早稲田大学ア式蹴球部 (スポーツ科学部スポーツ文化学科[36])
- 2014年7月[37] - 2017年  ヴァンフォーレ甲府
- 2018年  名古屋グランパス
  - 2018年7月 - 同年12月  大宮アルディージャ（期限付き移籍）
- 2019年 - 2020年  大宮アルディージャ
- 2021年 - 2023年  ザスパクサツ群馬
- 2024年 -  ツエーゲン金沢

## 個人成績
| 国内大会個人成績 | 国内大会個人成績 | 国内大会個人成績 | 国内大会個人成績 | 国内大会個人成績 | 国内大会個人成績 | 国内大会個人成績 | 国内大会個人成績 | 国内大会個人成績 | 国内大会個人成績 | 国内大会個人成績 | 国内大会個人成績 |
| 年度             | クラブ           | 背番号           | リーグ           | リーグ戦         | リーグ戦         | リーグ杯         | リーグ杯         | オープン杯       | オープン杯       | 期間通算         | 期間通算         |
| 年度             | クラブ           | 背番号           | リーグ           | 出場             | 得点             | 出場             | 得点             | 出場             | 得点             | 出場             | 得点             |
| 日本             | 日本             | 日本             | 日本             | リーグ戦         | リーグ戦         | リーグ杯         | リーグ杯         | 天皇杯           | 天皇杯           | 期間通算         | 期間通算         |
| ---------------- | ---------------- | ---------------- | ---------------- | ---------------- | ---------------- | ---------------- | ---------------- | ---------------- | ---------------- | ---------------- | ---------------- |
| 2014             | 甲府             | 35               | J1               | 5                | 0                | -                | -                | 1                | 0                | 6                | 0                |
| 2015             | 甲府             | 3                | J1               | 15               | 0                | 5                | 0                | 2                | 0                | 22               | 0                |
| 2016             | 甲府             | 3                | J1               | 15               | 0                | 6                | 0                | 1                | 0                | 22               | 0                |
| 2017             | 甲府             | 3                | J1               | 14               | 1                | 5                | 0                | 0                | 0                | 19               | 1                |
| 2018             | 名古屋           | 2                | J1               | 3                | 0                | 3                | 1                | 0                | 0                | 6                | 1                |
| 2018             | 大宮             | 50               | J2               | 15               | 0                | -                | -                | -                | -                | 15               | 0                |
| 2019             | 大宮             | 50               | J2               | 23               | 2                | -                | -                | 0                | 0                | 23               | 2                |
| 2020             | 大宮             | 50               | J2               | 30               | 2                | -                | -                | -                | -                | 30               | 2                |
| 2021             | 群馬             | 3                | J2               | 38               | 3                | -                | -                | 3                | 0                | 41               | 3                |
| 2022             | 群馬             | 3                | J2               | 37               | 2                | -                | -                | 0                | 0                | 37               | 2                |
| 2023             | 群馬             | 3                | J2               | 32               | 4                | -                | -                | 0                | 0                | 32               | 0                |
| 2024             | 金沢             | 3                | J3               | 30               | 2                | 0                | 0                | 0                | 0                | 30               | 2                |
| 2025             | 金沢             | 3                | J3               |                  |                  |                  |                  |                  |                  |                  |                  |
| 通算             | 日本             | 日本             | J1               | 52               | 1                | 19               | 1                | 4                | 0                | 75               | 2                |
| 通算             | 日本             | 日本             | J2               | 175              | 13               | -                | -                | 3                | 0                | 178              | 13               |
| 通算             | 日本             | 日本             | J3               | 30               | 2                | 0                | 0                | 0                | 0                | 30               | 2                |
| 総通算           | 総通算           | 総通算           | 総通算           | 257              | 16               | 19               | 1                | 7                | 0                | 283              | 17               |

その他公式戦
- 2018年
  - J1参入プレーオフ 1試合0得点

出場歴
- 2014年8月30日：Jリーグ初出場 - J1第22節 vs柏レイソル (日立柏サッカー場)
- 2017年4月22日：Jリーグ初得点 - J1第08節 vsセレッソ大阪 (山梨中銀スタジアム)

## 代表歴
- U-17サッカー日本代表
  - 2007年 - 国際ユースサッカーin新潟[38]
- 関東大学選抜（2011年）

## タイトル

### クラブ
FC東京U-18
- サニックス杯国際ユースサッカー大会 (2007年)
- Jリーグユース選手権大会 (2007年)
- 関東プリンスリーグ (2008年)
- 日本クラブユースサッカー選手権 (U-18)大会 (2008年)

早稲田大学
- 全日本大学サッカー選手権大会 (2012年)

### 個人
- 日本クラブユースサッカー選手権 (U-15)大会 優秀選手 (2005年[35])
- 関東大学サッカーリーグ戦1部 ベストイレブン (2012年[17])